# Abdi Bile
Abdi Bile (Laascaanood, 28. prosinca 1962.), pravim imenom Cabdi Bille Cabdi, bio je somalijski srednjeprugaš, natjecatelj u utrakama na 800 i 1500 metara.
Kratkotrajno je držao svjetski rekord u utrci na 1500 metara. Za Somaliju je nastupio na dvjema Olimpijskim igrama i tri Svjetska prvenstva u atletici, osvojivši svjetsko zlato i Kontinentalni kup. Smatra se najboljim somalijskim atletičarem te se ubraja među najbolja somalijske športaše.

## Životopis
Rođen je u gradu Laascaanoodu na sjeveru Somalije 1962. u stočarskoj nomadskoj obitelji. Srednju školu završio je u Erigavu. Kao dijete igrao je nogomet, a u srednjoj se školi počeo baviti trčanjem, isprva iz hobija. Na nagovor i preporuku nastavnika tjelesne kulture postaje član atletskog kluba i započinje športsku karijeru.
Prvi veliki uspjeh ostvaruje plasmanom na Olimpijske igre 1984. u Los Angelesu, gdje je u utrci na 800 metara osvojio 5. mjesto u četvrtzavršnici, a na 1500 metara 4. mjesto u izlučnim utrkama. Na svečanosti otvaranja nosio je somalijsku zastavu. Osvajanjem srebrnog odličja na Afričkom prvenstvu 1985. ostvaruje prvi veliki uspjeh na nekom međunarodnom natjecanju. Kao veliko iznenađenje Svjetskog prvenstva 1987. u Rimu, osvaja zlatno odličje u utrci na 1500 metara. Time postaje prvi Somalac koji je ostvario taj uspjeh. Na Sveučilištu Georgea Masona u Virginiji diplomirao je oglašavački menadžment.
Odlične rezultate niže i krajem 1980-ih i početkom 1990-ih. Tako na Svjetskom kupu 1989. u Barceloni osvaja zlatno odličje, ponovno u utrci na 1500 metara. Uspješan je i na Svjetskom prvenstvu 1993. u njemačkom Stuttgartu, gdje osvaja broncu. Iste godine osvaja i srebrno odličje na Svjetskom atletskom finalu u Londonu, a na istom natjecanju 1994. u Parizu osvaja brončano odličje, također na 1500 metara. To mu je ujedno bilo i posljednje odličje s velikih natjecanja.
Zbog teške ozljede propustio je Svjetsko prvenstvo 1991., kao i Olimpijske igre 1988. i 1992. Najveći uspjeh na olimpijskim igrama ostvaruje 1996. u američkoj Atlanti, gdje se plasirao u samu završnicu utrke na 1500 metara, u kojoj je završio na 6. mjestu. I na tim igrama bio je stjegonoša Somalije. Nakon Igara prekida profesionalnu karijeru i posvećuje se humanitarnom radu sudjelujući na brojnim utrkama. 
Oženjen je i otac troje djece: kćeri Majde (r. 1988.) i sinova Ahmeda (r. 1993.) i Mohammeda (r. 2001.) Ahmed je također srednjeprugaš te drži rekord Virginie u krosu te na 1000 i 1600 metara. Bio je i dvostruki američki juniorski prvak na 800 metara. Od 2011. ponovno živi u Somaliji, gdje postaje atletski trener.